# Dżalkama
Dżalkama (arab. جلقمة) – wieś w Syrii, w muhafazie Aleppo, w dystrykcie Afrin. W 2004 roku liczyła 172 mieszkańców.